# Gare d'Arcachon
La gare d'Arcachon  est une gare ferroviaire française terminus de la ligne de Lamothe à Arcachon, située sur le territoire de la commune d'Arcachon, dans le département de la Gironde en région Nouvelle-Aquitaine.
Elle est mise en service en 1857 par la Compagnie des chemins de fer du Midi et du Canal latéral à la Garonne. Le bâtiment voyageurs définitif est ouvert en 1864.
C'est une gare de la Société nationale des chemins de fer français (SNCF) desservie par des trains du RER métropolitain de Bordeaux ainsi que des TGV inOui depuis le 25 septembre 1990 au départ de Paris.

## Situation ferroviaire
Établie à huit mètres d'altitude, la gare d'Arcachon en impasse (terminus), est située au point kilométrique (PK) 57,972 de la ligne de Lamothe à Arcachon, après la gare de La Teste.
Elle dispose de deux quais, le no 1 est long de 352 m et le no 2 a une longueur de 395 m.

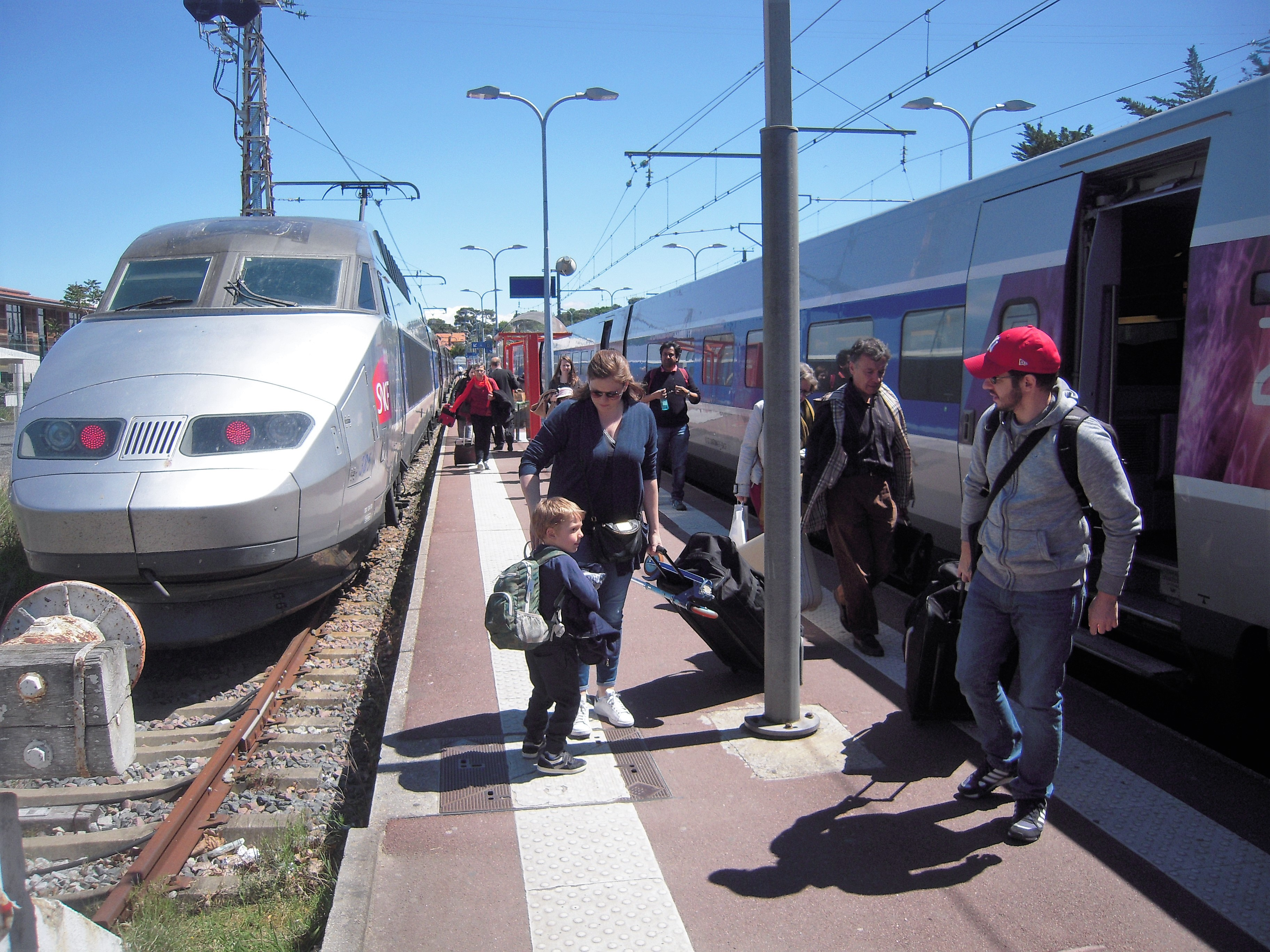
Voies et quais de la gare en 2017.

## Histoire
La gare d'Arcachon est mise en service le 25 juillet 1857 par la Compagnie des chemins de fer du Midi et du Canal latéral à la Garonne qui a demandé et obtenu ce prolongement destiné à desservir un village en pleine expansion, ce qui ne pouvait que renforcer le trafic de la ligne. En 1841, Arcachon comportait seulement quatre maisons alors qu'il en compte plus de 280 avec 400 habitants à l'année, sans compter les estivants qui viennent en nombre à la belle saison. Le village est d'ailleurs devenu une commune indépendante le 2 mai 1857, par détachement de la commune de La Teste.
Les installations sont provisoires car le choix n'est pas encore fait entre une situation au centre du village et une autre plus à l'ouest sur des terrains à aménager. La décision, permettant la construction du bâtiment définitif, est prise en février 1859.

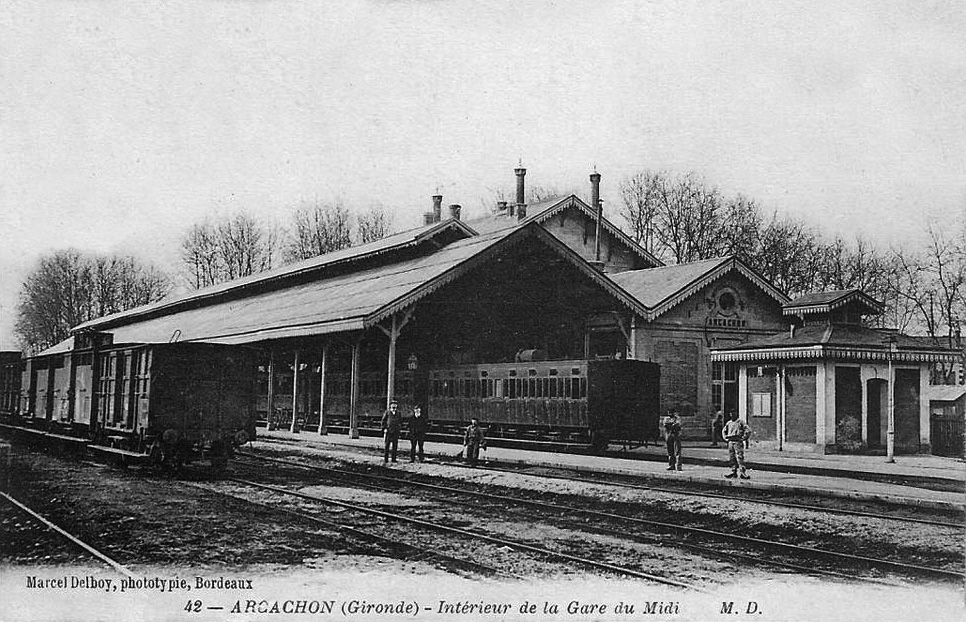
Intérieur de la gare vers 1900.

La nouvelle gare est intégrée à un plan de développement urbain et touristique conçu par les frères Pereire qui obtiennent en 1861 la concession de quarante hectares pour y établir sur la moitié un complexe touristique, médical et ludique avec notamment un casino et sur l'autre moitié un lotissement dénommé « Ville d'Hiver », comprenant deux cent cinq lots propriétés de la Compagnie et cent quarante appartenant en propre à Émile Pereire. Les travaux commencés en 1862 sont terminés en 1866, la gare avec son « buffet » de style chinois est livrée en 1864. L'ensemble est conçu pour être un lieu de villégiature pour les baigneurs pendant l'été et pour les malades pendant l'hiver, les premiers chiffres des voyageurs passant par la gare confirment la justesse de ce point de vue, avec 136 000 voyageurs en 1862 et 208 000 voyageurs en 1864, ce qui propulse la récente commune d'Arcachon à la troisième place du département pour son trafic voyageurs.
Également inauguré en 1864, le « buffet chinois » était une dépendance de la gare, avec laquelle il communiquait par une allée en partie couverte. Il se trouvait à l'extrémité de la rue Molière. Il est conçu par Paul Régnauld, ingénieur en chef de la Compagnie des chemins de fer du Midi et architecte de nombreux bâtiments d'Arcachon (casino Mauresque, Ville d'Hiver, Grand-Hôtel, etc.). De style chinois comme son nom l'indique, il mesure vingt mètres de long, autant de largeur, et s'élève à quinze mètres de haut. Comprenant un rez-de-chaussée et deux étages, il accueille un restaurant, des salons, une buvette, un fruitier et des chambres, alors que son jardin comporte un édicule servant de toilettes et une borne-fontaine. Les peintres, J. Salesses et B. Bernier, qui ont aussi œuvré au Grand-Théâtre de Bordeaux, sont chargés de la décoration. Trop coûteux, le jardin est supprimé en 1873 et remplacé par une allée de platanes. Le buffet, peu rentable et à l'entretien onéreux, est abandonné en 1878, sert de garde-meuble militaire et est finalement démoli en 1882,.

## Fréquentation
En 2014, selon les estimations de la SNCF, la fréquentation annuelle de la gare était de 776 930 voyageurs.
En 2021, selon les estimations de la SNCF, la fréquentation annuelle de la gare était de 983 833 voyageurs, contre 907 838 en 2018 et 910 395 en 2017.
| Année                      | 2015    | 2016    | 2017      | 2018      | 2019      | 2020    | 2021      | 2022      | 2023      |
| -------------------------- | ------- | ------- | --------- | --------- | --------- | ------- | --------- | --------- | --------- |
| Voyageurs seuls            | 805 161 | 792 957 | 910 395   | 907 838   | 1 085 934 | 772 522 | 983 833   | 1 180 765 | 1 256 111 |
| Voyageurs et non voyageurs | 958 525 | 943 996 | 1 083 803 | 1 080 760 | 1 292 779 | 919 669 | 1 171 230 | 1 405 673 | 1 495 370 |

## Service des voyageurs

### Accueil

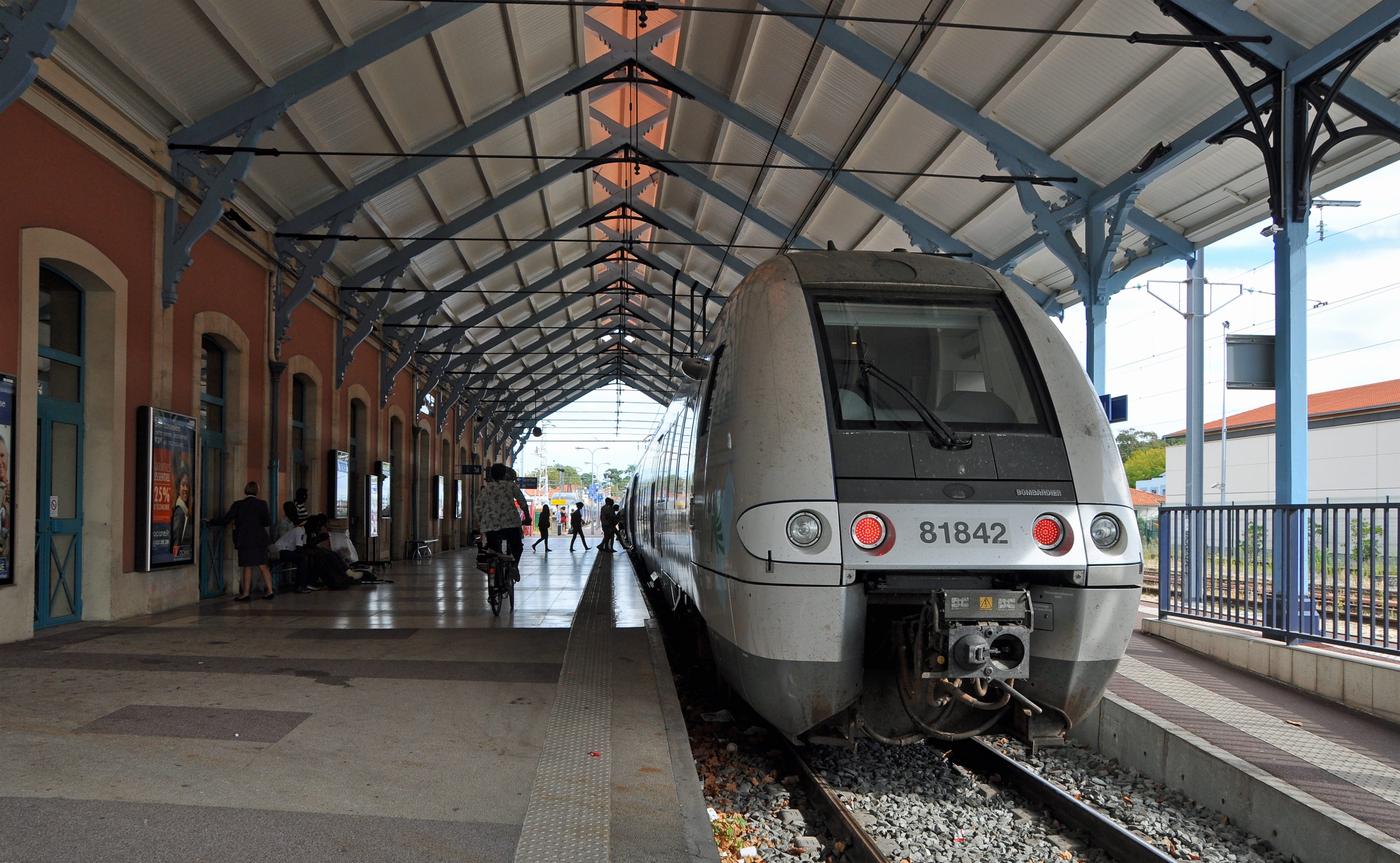
Rame TER Aquitaine B 81842 - « Bombardier », à quai prêt au départ.

Gare SNCF, elle dispose d'un bâtiment voyageurs, avec guichets, ouvert tous les jours. Elle est équipée d'automates pour l'achat de titres de transport. C'est une gare « Accès plus » qui dispose d'aménagements, d'équipements et de services pour les personnes à la mobilité réduite.

### Desserte
TGV
Relation : Paris-Montparnasse - Bordeaux-Saint-Jean - Arcachon - 539 Km - depuis le 25 septembre 1990.
TER NOUVELLE-AQUITAINE
Relation : Bordeaux-Saint-Jean - Arcachon

### Intermodalité
Un parc pour les vélos et un parking pour les véhicules y sont aménagés.
Elle est desservie par des autobus du réseau des Transports en commun d'Arcachon, lignes Baïa 1, 2 et 3, et ligne Ého! A, B et C.

## Desserte cadencée
À partir de décembre 2020, un aller-retour par jour entre Libourne et Arcachon, sans changement à Bordeaux, est créé. L'objectif en 4 ans est de diamétraliser tous les trains entre ces deux villes avec un train au quart d'heure en heure de pointe.

## Galerie de photographies

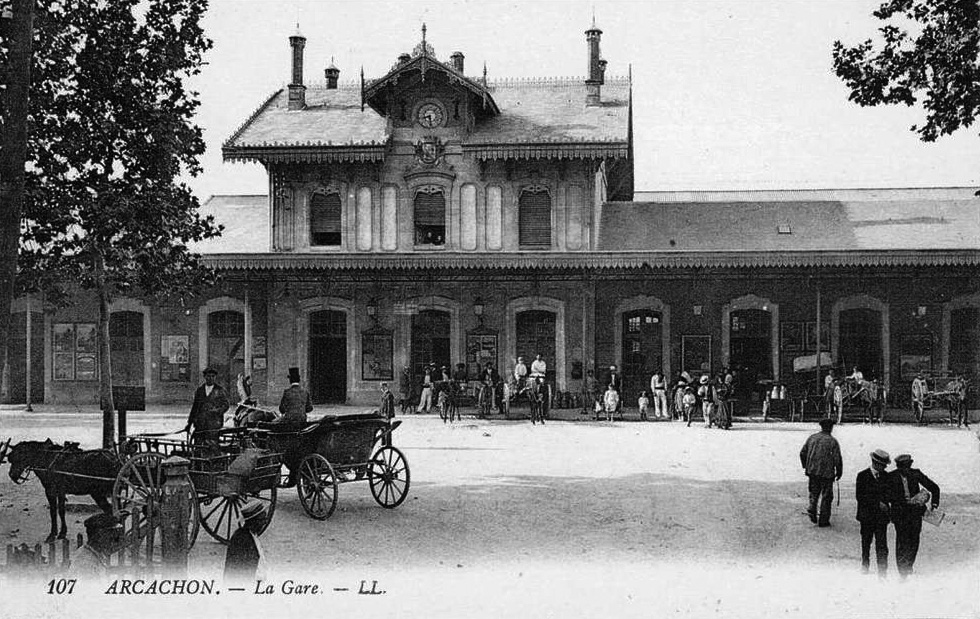
Le parvis de la gare vers 1900.
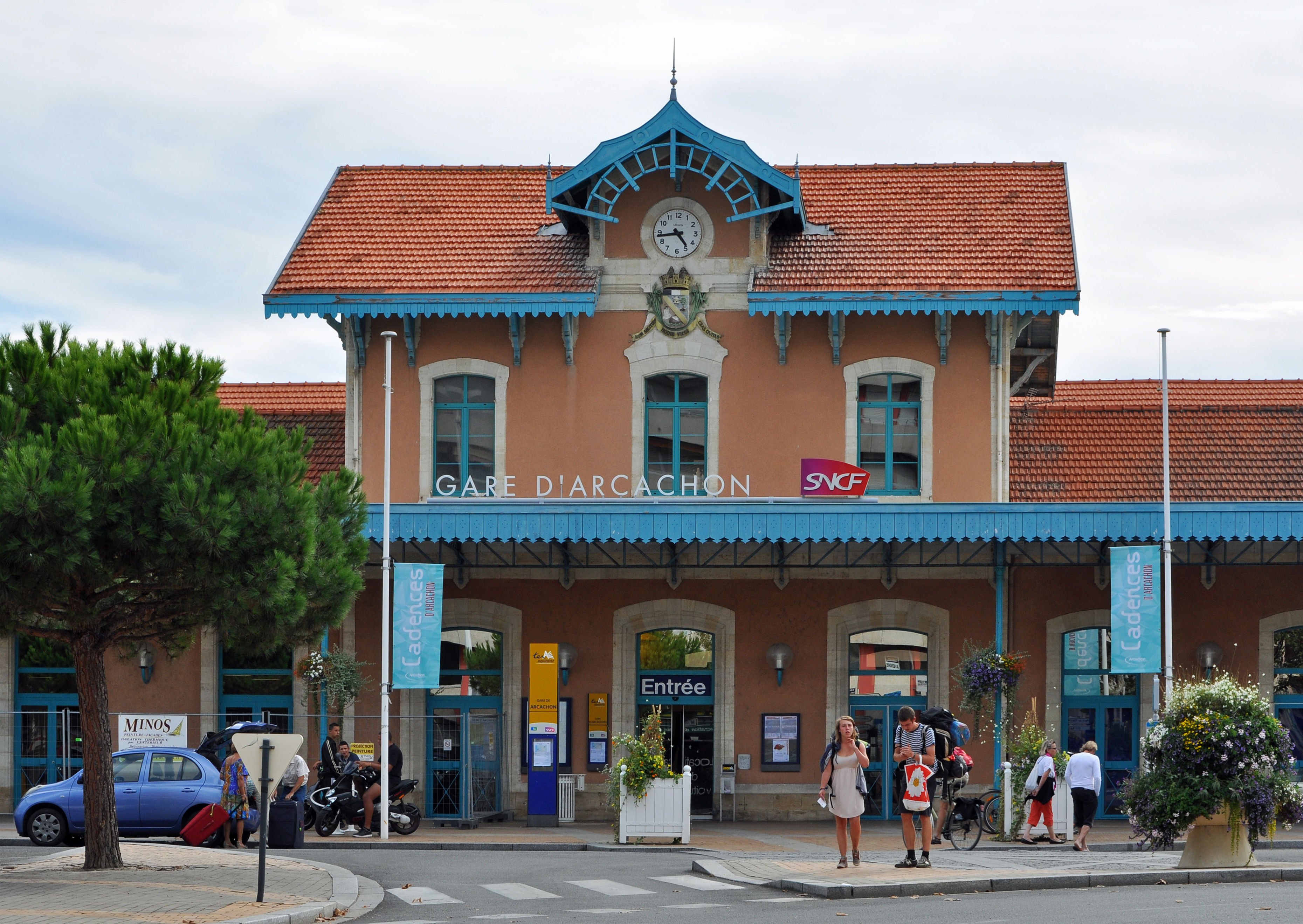
L'entrée de la gare et voirie rénovée.
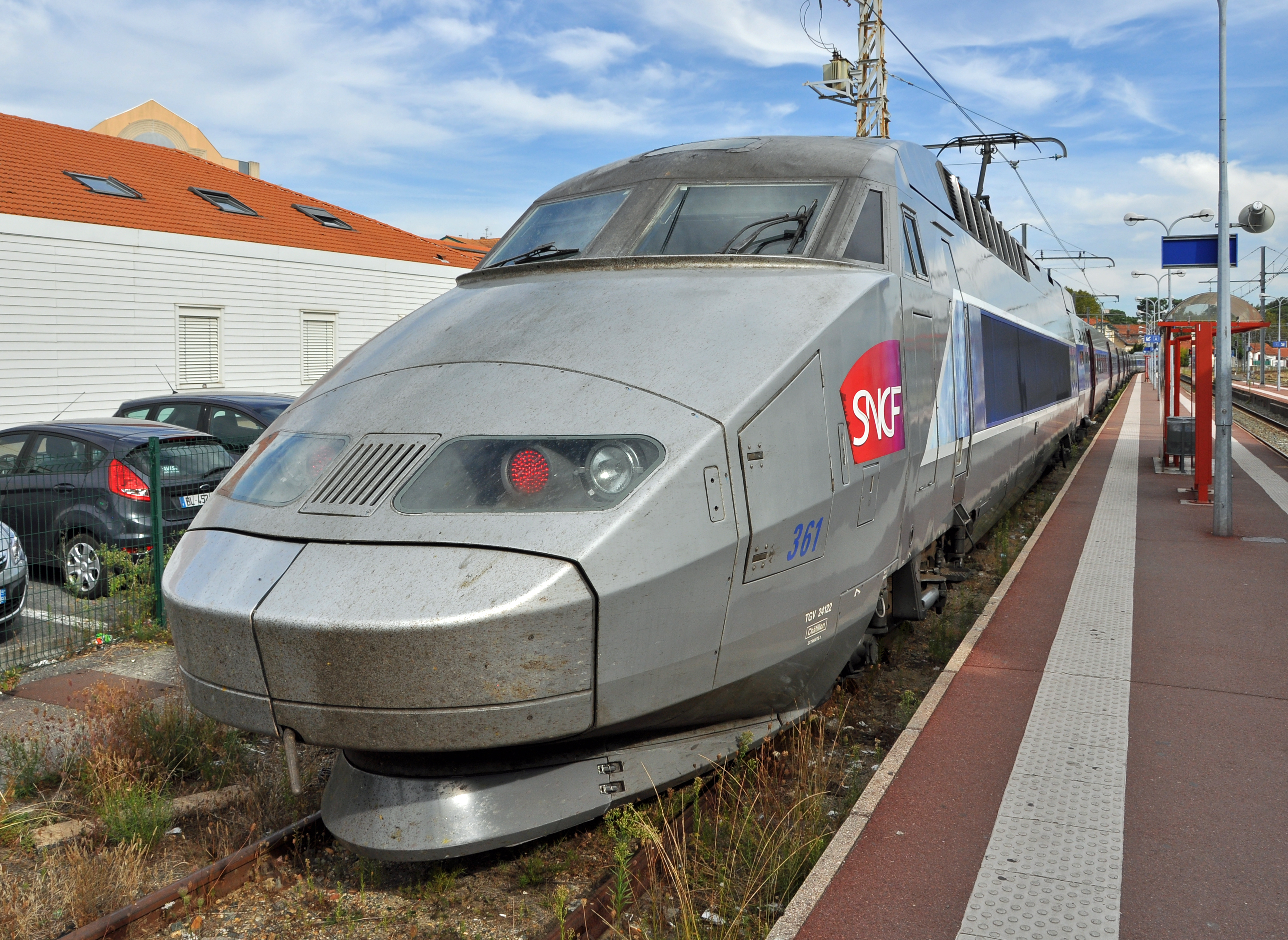
Rame TGV Atlantique à quai, sur voie de remise 4 en impasse.